# Saint-Étienne-de-Fougères
Saint-Étienne-de-Fougères är en kommun i departementet Lot-et-Garonne i regionen Nouvelle-Aquitaine i sydvästra Frankrike. Kommunen ligger i kantonen Monclar som tillhör arrondissementet Villeneuve-sur-Lot. År 2022 hade Saint-Étienne-de-Fougères 862 invånare.

## Befolkningsutveckling
Antalet invånare i kommunen Saint-Étienne-de-Fougères
| Referens: INSEE |